# Camilla Ella Williams
Camilla Ella Williams (Danville, 18 ottobre 1919 – Bloomington, 29 gennaio 2012) è stata un soprano statunitense di colore che si esibì in patria ed all'estero. Dopo aver studiato a New York, fu la prima artista afro-americana ad ottenere un contratto con una della maggiori compagnie operistiche degli Stati Uniti, la New York City Opera.. Nel 1955 fu il primo soprano afro-americano a cantare in un ruolo di primo piano con l'Opera di Stato di Vienna. In seguito ha cantato come solista con numerose orchestre europee. Come concertista, ha girato tutti gli Stati Uniti così come l'Asia, l'Australia e la Nuova Zelanda. Nel 1977, fu il primo insegnante di canto afro-americano presso l'Indiana University, dove insegnò fino al 1997.

## Biografia
Nacque da Fannie Carey Williams e Cornelius Booker Williams, di professione autista ed era la più giovane di quattro figli (Mary, Helen e Cornelius).
Ebbe a dire:
"I mieni nonni e genitori erano musicisti autodidatti; tutti cantavano e c'era sempre musica a casa nostra." IL nonno di Camilla, Alexander Carey, era cantante e direttore di coro. "Tutta la mia gente canta. Eravamo poveri, ma Dio ci benedisse con la musica." Dall'età di otto anni, Camilla danzava, suonava il pianoforte e cantava alla scuola e alla Danville's Calvary Baptist Church.
La Williams studiò al Virginia State College (ora Virginia State University). Dopo aver conseguito un B.S. studiò privatamente a New York, con il grande maestro Marion Szekely Freschl (che insegnò alla Juilliard). Vinse un Marian Anderson Fellowship nel 1943 e di nuovo nel 1944 continuando a ricevere il massimo dei voti nei concorsi vocali.
A partire dal 1944, la Williams cantò alla rete radiofonica RCA che irradiava le trasmissioni in tutti gli Stati Uniti. Dal 15 maggio 1946 fu il primo soprano afro-americano a ricevere un regolare contratto con una grande compagnia d'opera, al suo debutto con la New York City Opera nel ruolo della protagonista nella prima rappresentazione nel New York City Center di Madama Butterfly di Giacomo Puccini con Giuseppe Valdengo. La sua prestazione venne salutata come "un successo immediato e notevole" dal New York Times. Nel corso dei successivi sei anni, cantò Nedda nei Pagliacci di Leoncavallo, Mimi ne La bohème di Puccini e il ruolo della protagonista in Aida di Verdi.
La Williams cantò negli Stati Uniti ed in Europa in diverse compagnie d'opera. Nel 1951 contò nel ruolo di Bess nella prima registrazione completa di Porgy and Bess di Gershwin per la Columbia. Sotto la direzione di Lehman Engel, questa registrazione è considerata da alcuni come la performance più autentica registrata dell'opera e ha portato la Williams alla ribalta internazionale e le ha fatto vincere il Grammy Hall of Fame Award 1976.
Nel 1955 divenne il primo soprano afro-americano a cantare un ruolo di primo piano con la Opera di Stato di Vienna, cantando Cio-Cio-San in Madama Butterfly e nel 1956 Aida. Nel 1963, partecipò alla Marcia su Washington, cantando "The Star-Spangled Banner" alla Casa Bianca dinanzi a 250.000 persone al Lincoln Memorial, prima del celebre discorso di Martin Luther King, "I Have a Dream".
Nota concertista, la Williams cantò in tutti gli Stati Uniti, in quattordici paesi africani e in numerosi paesi isiatici: Formosa, Corea del Sud, Cina, Giappone, Laos, Vietnam del Sud, Filippine, Nuova Zelanda e Australia. Inoltre cantò da solista con la Royal Philharmonic, BBC Symphony Orchestra, Berliner Philharmoniker, Vienna Symphony Orchestra, Chicago Symphony Orchestra, Philadelphia Orchestra e New York Philharmonic sotto la direzione di Leopold Stokowski. Nel 1950 registrò la Sinfonia n. 8 di Mahler con la New York Philharmonic diretta daStokowski.
Ella fu anche la prima insegnante di canto di colore all'Indiana University Jacobs School of Music nel 1977 e nel 1984 insegnò al Central Conservatory of Music di Pechino in Cina. Nel 1997 divenne professore emerito di canto all'Indiana University, Jacobs School of Music, ma continuò ad insegnare privatamente.

## Famiglia
Nel 1950 la Williams sposò Charles T. Beavers, un avvocato civile che lavorò con Malcolm X, morto nel 1969.

## Discografia
- Gershwin: Porgy and Bess - Camilla Ella Williams/Lawrence Winters/Lehman Engel, Columbia Naxos 1951 - Grammy Hall of Fame Award 1976
- Mahler: Symphony No. 8 - Leopold Stokowski, 1950 Music and Arts Programs of America